# Gino Loria
Gino Benedetto Loria (Mantova, 19 maggio 1862 – Genova, 30 gennaio 1954) è stato un matematico italiano.

## Biografia
Si laureò nel 1883 all'Università degli Studi di Torino. Dal 1886 insegnò algebra e geometria analitica all'Università degli Studi di Genova. Ebreo, nel 1935, dovette abbandonare l'insegnamento a seguito della promulgazione delle Leggi razziali fasciste e si rifugiò nelle Valli Valdesi.
I suoi studi matematici riguardarono argomenti che rientrano nell'ambito della geometria: strofoide, trasformazioni razionali, funzioni ellittiche. Tuttavia è principalmente ricordato per il suo contribuito allo sviluppo degli studi di storia della matematica in Italia, e molti dei suoi libri sono stati tradotti in altre lingue, soprattutto in tedesco. Nel 1929 divenne per pochi giorni presidente della Accademia Internazionale di Storia delle Scienze.
Un asteroide (27056 Ginoloria) porta il suo nome.

## Opere
- Curve sghembe speciali algebriche e trascendenti (2 voll.) (Bologna: N. Zanichelli, 1925)
- Le scienze esatte nell'antica Grecia (Milano: U. Hoepli, 1914)
- Storia delle matematiche dall'alba della civiltà al tramonto del secolo XIX (Milano, U. Hoepli 1950)
- (DE)  Vorlesungen über darstellende Geometrie (2 vol.) (Berlin: B.G. Teubner, 1907)
- (DE)  Die hauptsächlichsten Theorien der Geometrie in ihrer früheren und heutigen Entwickelung (Berlin: B.G. Teubner, 1907)

Articoli e monografie: 
- "La scienza nel secolo 18.", Scientia: rivista internazionale di sintesi scientifica, 45, 1929, pp. 1–12.
- "Lo sviluppo delle matematiche pure durante il secolo 19. Parte 1: La Geometria: dalla geometria descrittiva alla geometria numerativa", Scientia: rivista internazionale di sintesi scientifica, 45, 1929, pp. 225–234.
- "Lo sviluppo delle matematiche pure durante il secolo 19. Parte 2: La Geometria: dalla geometria differenziale all'analysis situs", Scientia: rivista internazionale di sintesi scientifica, 45, 1929, pp. 297–306.
- "La legge d'evoluzione propria delle matematiche", Scientia: rivista internazionale di sintesi scientifica, 41, 1927, pp. 321–332.